# Свети Срђ (трг)
Свети Срђ је био средњовековни трг, који се налазио око истоименог самостана Бенедиктинаца, посвећеног светим Срђу и Ваху, који се налазио левој обали Бојане, недалеко од Скадра. У доба српских држава, трг је био значајно трговачко место, захваљујући монополу у трговини сољу и специфичном положају, да би у доба млетачке власти, изгубио свој трговачки значај. Сама опатија, према наводима „Летописа Попа Дукљанина“, потиче из преднемањићког доба и била је гробна црква првих српских краљева Михајла (око 1050—1081) и Бодина (1081—1101), као и њихових легендарних потомака, Владимира и Градихне, а једно време је била седиште скадарске бискупије. Прецизнији детаљи о изгледу некадашњег самостана и трга, нису познати, пошто на том простору нису обављана археолошка истраживања, а река је током векова однела део простора на коме су се налазили.

## Прошлост Светог Срђа
Није познато када је подигнут бенедиктински самостан. Иако га предања везују за цара Јустинијана (527—565), највероватније је настао у XI веку. Полулегендарни спис,„Летопис Попа Дукљанина“, наводи самостан као гробну црква историјски познатих краљева из породице Војислављевића, Михајла и његовог сина Бодина, чија се престоница налазила у Скадру, као и њихових историјски непотврђених потомака, Владимира и Градихне. Према неким тумачењима, његов опат Петар је био присутан 1166. године на освећењу нове цркве светог Трифуна у Котору, иако се то не може са сигурношћу потврдити.
Заједно са остацима некадашње Зете, Свети Срђ је током прве половине девете деценије XII века, ушао у састав државе Стефана Немање ((1166)1168—1196). Није познато када је и како страдала црква у самостану, али се зна да ју је 1288/1290. године обнављала краљица Јелена Анжујска, са синовима Драгутином (1276—1282) и Милутином (1282—1321), о чему сведочи уклесани натпис на западном порталу цркве. Нову, темељну обнову, извео је 1318. године краљ Милутин.
После смрти Душана Силног (краљ 1331—1346, цар 1346—1355), област око Скадра се нашла под контролом властелина Жарка, да би почетком седме деценије XIV века постала део области Балшића. Кратак период османске власти (1392—1395) прекинуо је Ђурађ II (1385—1403) који је успео да поврати Скадар, Свети Срђ и Дриваст.
Он је склопио споразум са Млечанима и предао им ове градове на чување у замену за годишњу ренту од 1000 дуката и војну помоћ, у случају напада Османлија. Његов син, Балша III (1403—1421) водио је око ових градова два рата против Млечана (Први и Други скадарски рат), а борбе је окончао тек његов ујак Стефан Лазаревић (кнез 1389—1402, деспот 1402—1427) миром склопљеним у Светом Срђу 12.08. 1423. године, који је довео до коначног мира, закљученог у Вучитрну 1426. године. Током ових сукоба, Свети Срђ је имао значајну стратешку улогу за Млечане у снабдевању Скадра и околних места, што је потврдио и приликом обнове сукоба 1448. године.
Прва османска опсада Скадра одиграла се 1474. године и тада је Свети Срђ, коришћен као главна база за млетачке контра-ударе. Нова опсада, коју је предводио лично султан Мехмед II (1451—1481) 1478. године, окончала се миром 24.01. 1479. године, којим су Скадар и градови око њега, укључујући и Свети Срђ, предати Османлијама.
После пада Скадра и претварања градске катедрале у џамију, седиште скадарског бискупа постао је самостан светих Срђа и Ваха, који су крајем XVI века опустошиле и разрушиле Османлије.

## Привредни значај
Око утврђеног самостана, настало је трговачко насеље, у коме су се поред трга и пристаништа, налазила складишта, трговачке куће и царинарница, а велики вашар одржаван је на дан светих Срђа и Ваха (Срђевдан).
У доба док се налазио под влашћу српских владара, Свети Срђ је био један од 4 приморска трга са којих је био дозвољен увоз соли, између Бојане и Неретве. Овом трговином су се превасходно бавили Дубровчани, али и Драчани, па је преко Светог Срђа снабдеван сољу север данашње Албаније и велики део Зете. Приходе са овог трга, било у новцу, било у соли, српски владари су уступали манастирима и црквама. После доласка Млечана, трг је изгубио на приходима и значају у трговини сољу, која је омогоћена и у оближњим градовима, Дању и Скадру, а складишта соли су са десне обале реке, пребачена на острвце, поред самостана.
Током српског доба, преко овог трга су, махом Улцињани, извозили квалитетно дрво, а на њему се тада још продавало: уље, вино, гвожђе, тканине, док су се куповале животињске коже, стока, сир, млеко, месо и друго. У млетачко доба, главни извозни производ постало је жито, за чију је трговину био задужен посебан чиновник тзв. пондератор.
Самостан је у српско доба, такође уживао значајне повластице. Њему је припадао приход од пловидбе Бојаном (око 2 дуката годишње), затим 4 солида од сваке дубровачке лађе која је пристала у Светом Срђу, а поседовао је и своје рибњаке. После доласка Млечана, ове повластице су му укинуте, а рибњаци су око 1405. године порушени. Приходи од царине су се такође смањили на само 18 иперпера годишње, услед тога што су већина трговаца били Млечани, који су били ослобођени њеног плаћања. Са друге стране, највећи приход оствариван је од крчме (320 иперпера), док је такса за точење вина, давана под закуп.
Трговина у Светом Срђу, настављена је једно време и после османског освајања, да би после неколико деценија била и дефинитивно окончана.